# Campionati europei di short track - staffetta mista
La gara della staffetta mista è una delle prove disputate durante i campionati europei di short track dal 2023 ad oggi e si svolge attualmente su una distanza di 2000 metri.

## Albo d'oro
| Anno | Oro         | Argento     | Bronzo  |
| ---- | ----------- | ----------- | ------- |
| 2023 | Paesi Bassi | Belgio      | Italia  |
| 2024 | Paesi Bassi | Polonia     | Belgio  |
| 2025 | Francia     | Paesi Bassi | Polonia |

## Medagliere complessivo
Aggiornato al 2025
| Pos.   | Paese       | Oro | Argento | Bronzo | Totale |
| ------ | ----------- | --- | ------- | ------ | ------ |
| 1      | Paesi Bassi | 2   | 1       | 0      | 3      |
| 2      | Francia     | 1   | 0       | 0      | 1      |
| 3      | Belgio      | 0   | 1       | 1      | 2      |
| 3      | Polonia     | 0   | 1       | 1      | 2      |
| 5      | Italia      | 0   | 0       | 1      | 1      |
| Totale | Totale      | 3   | 3       | 3      | 9      |